# Historická paměť
Historická paměť (také kolektivní paměť, sociální paměť) je v sociálních vědách užívaný pojem, pod kterým se paměť jedince definuje jako fenomén, pro jehož charakter je podstatné sociální prostředí (např. rodina, náboženská skupina nebo i národ). Jedinec se pak ztotožňuje s událostmi, osobnostmi atd., které za důležité považuje skupina, resp. i národ atd., ke kterým patří. Jedinec však nadhodnocuje význam. Z toho vyplývá, že sociální skupiny atd. vlastní společné představy o dějinách, ale na rozdíl od historických věd, které se snaží co nejvěrněji reflektovat dějinné události a skutečnosti, kolektivní paměť pracuje pouze s úzkým výběrem historických skutečností, které deformuje podstatně více než historiografie. Kolektivní paměť bývá užívána skupinou k různým cílům, vždy ji ale sjednocuje a odstraňuje vše, čím by mohl být jedinec izolován. Kolektivní paměť se váže na prostředí – např. v rámci rodiny, nebo kamarádské skupiny. Pro kolektivní paměť je klíčový jazyk. Paměť se totiž uchovává v komunikaci, když komunikujeme, tak vzpomínáme, a to na co vzpomínáme můžeme nalézt pouze v referenčním rámci kolektivní paměti.
Pojem historická paměť je využíván především v sociologii, antropologii a jako podnětný pro nové směry výzkumu jej užívá historiografická věda. Zakladatelský význam pro koncepci sociální paměti měli francouzští sociální vědci Maurice Halbwachs a Pierre Nora

## Koncepce kolektivní paměti

### Émile Durkheim
Podle Durkheima se kolektivní paměť vztahuje na celou společnost.Jednotlivec by nikdy nejednal sám o sobě tak, jak by jednal ve skupině. Kolektivní vědomí je podle něj samou podstatou společnosti, přestože nelze říci, že by společnost mohla existovat bez individuí.

### André Leroi-Gourhan
Gourhan byl antropolog, prehistorik a archeolog původem z Francie, který žil ve 20. století. Do teorie kolektivní paměti přispěl rozlišením tří typů pamětí, specifickou, etnickou a umělou. Paměť specifická je definována jako fixace chování u zvířecích druhů, paměť etnická oproti tomu zajišťuje reprodukci chování v lidské společnosti a paměť umělá, neboli elektronická, zajišťuje reprodukci zřetězených a mechanických úkonů bez toho, aby byl zapojen instinkt a úvaha.

### Maurice Halbwachs
Halbwachs (Durkheimův žák) byl v tomto směru opatrnější a připustil, že kolektivních pamětí může existovat více, stejně jako existuje více sociálních skupin. Halbwachs se ve své teorii kolektivní paměti vymezuje vůči Jungovi a jeho teorii nevědomosti, kde je kolektivní paměť definovaná jako dědičná. Podle Halbwachse spočívá kontinuita kolektivní paměti ne v biologii, ale v kultuře. Vzpomínky chápe (inspirován Bergsonem) jako obraz nepřítomných věcí, který mozek aktualizuje v podobě obrazů a přizpůsobuje je specifickým sociálním situacím a podmínkám. Člověk se v rámci své socializace dostává do kolektivů a přejímá jejich vzorce chování a myšlení. Individuální paměť je tedy jedinečné propojení různých kolektivních pamětí. Příkladem, který uvádí je procházka Londýnem pokaždé s jiným člověkem. Každý se dívá na město jinak a jinak ho popisuje, třeba architekt upozorní na stavby a historik na události spjaté s městem. Když my sami procházíme městem zvládáme své individuální vzpomínky, jak sdílet, tak vyvolat. Naše individuální paměť propojuje několik kolektivních pamětí – např. paměť zmíněného architekta či historika. Hlavní myšlenkou kolektivní paměti je shoda mezi pamětí individuální a dalšími kolektivními paměti.

### Pierre Nora
Pierre Nora (který v mnohém navazuje na Halbwachse) považuje kolektivní paměť za živoucí pouto s minulostí za to, co ve skupině z minulosti zůstává a definuje ji. Z pohledu členů skupiny je v ní téměř něco posvátného, protože současnost spojuje s dávnými hrdinskými předky a mytickými událostmi, tím si zachovává svoji celistvost. Kolektivní paměť je nicméně poměrně dynamická, aktualizuje se podle toho, jak se vyvíjí jednotlivé skupiny jejich nositelů.

### Jan Assmann
V návaznosti na Halbwachse Assmann konstatuje, že předmětem kulturních věd není individuální paměť jako vnitřní fenomén lokalizovaný v mozku, nýbrž vnější dimenze lidské paměti, kterou lze označit výrazem kolektivní paměť. Co tato paměť obsahově přijímá, jak je organizována a jak dlouho uchovává jednotlivé obsahy, to všechno jsou otázky vnějších, společenských a kulturních rámců. Tematicky rozlišuje čtyři oblasti sociální paměti: paměť mimetickou (sociální jednání přenášené napodobováním), paměť věcí, paměť komunikativní (předávána prostřednictvím řeči) a paměť kulturní (vnější oblasti, v nichž jsou uloženy informace a sdělení v zakódované podobě). V kulturní paměti je minulost přetvořena do symbolických figur a je zpřítomňována v obřadech, které mají sváteční ráz. Figury vzpomínek zakládají skupinovou identitu. Pro kulturní paměť jsou významné nikoliv faktické, nýbrž vzpomínané dějiny. Mezi komunikativní a kulturní pamětí existuje podle Assmanna značná polarita.

### Barbara Misztal
Barbara Misztal považuje paměť za reprezentaci minulosti, ve které bychom měli klást důraz na emoce a rekonstrukce zkušeností i v současném kontextu. Autorka zmiňuje tři možné typy kolektivní paměti, oficiální, masovou a veřejnou. Oficiální pamětí rozumíme paměť, která je reprezentována učebnicemi, památkami i veřejným připomínáním historických událostí. Za masovou paměť můžeme považovat opakované diskuze na témata týkající se minulosti. Jako poslední typ paměti uvádí Misztal paměť veřejnou, která pomáhá veřejnosti interpretovat ideje minulosti, přítomnosti i vize budoucnosti.

### James Wertsch
James Wertsch je americký psycholog, který představil další z teorií kolektivní paměti. Zabýval se rozdělením paměti v rámci skupiny. Jako nejjednodušší typ takového dělení psycholog vymezuje tzv. jednotnou paměť – kdy všichni členové skupiny mají více či méně tytéž vzpomínky na určité události. Dalším typem je doplňková paměť – když členové různých skupin mají různé vzpomínky na události, ale vzájemně se doplňují, tím konstruují  dohromady celkový obraz minulosti. Třetím typem distribuované kolektivní paměti je soutěžící paměť – kdy se u členů skupin vzpomínky na události liší a mají kolize. 

### Koncept plynoucí mezery
S problémem vztahu mezi komunikativní a kulturní pamětí souvisí jev, na nějž v šedesátých letech upozornil etnolog Jan Vansina a který označil výrazem the floating gap neboli „plynoucí mezera“. Vansina zjistil, že celkový korpus ústně tradované historie se skládá ze tří částí. Pro nejmladší minulost existují bohaté informace a týká se horizontu bezprostřední zkušenosti 3–4 po sobě jdoucích generací. Vznikají a zanikají se svými nositeli a jsou dnes předmětem orální historie. Za hranicí osmdesáti až sto let následuje plynoucí mezera - floating gap, která bezprostřední minulost odděluje od dat školních učebnic, mýtů, oficiálních historických tradic a monumentů.

## Historická paměť vhistorických vědách
V rámci historických věd se historická paměť nejčastěji zpracovává v souvislosti s tzv. „druhým životem“, tedy s tím, jak je určitá významná historická osobnost, událost či fenomén vnímán v historickém povědomí historicky mladších společností.
Historikové se tak nově zabývají i fenoménem kolektivní paměti jako historickým pramenem, který dotváří komplexní obraz zkoumané společnosti. Zároveň se studuje jako jev podléhající svému vlastnímu vývoji a změnám jak v čase, tak v prostoru (u různých kultur je charakter a intenzita historické paměti různá). Konkrétně se historikové nově zabývají například způsoby, jakými je sociální paměť přenášena (např. ústní tradice, psané texty, obrazy, pomníky, náhrobky, suvenýry, oslavy, jak jsou v prostoru umístěny např. historické paláce či divadla, tj. místa paměti) nebo jakým způsobem je sociální paměť využívána (např. legitimizace určitých nároků). Nejaktivnější je z tohoto hlediska tzv. orální historie mapující společenský vývoj ve 20. století.
V rámci tohoto pohledu se stává pramenem i samotný vývoj historiografické vědy, která důrazem na určitá témata, opomíjením témat jiných a výsledky svých výzkumů společenské historické povědomí a tedy i kolektivní paměť společnosti ovlivňuje a naopak je předmětem studia i samotné historické vědomí společnosti, jeho formování a jeho odlišnost od oficiální historiografie.
Konečně s pojmem sociální paměť úzce souvisí také „sociální zapomínání“, tedy skutečnost, že některé historické události jsou společensky záměrně opomíjeny či deformovány (např. problematika paměti v postnacistickém Německu, postvichistické Francii nebo i postsovětském Rusku apod.).
V české historiografii se historickou pamětí zabýval např. Petr Čornej v knize Lipanské ozvěny, (Praha 1995) nebo Jiří Rak v Bývali Čechové…České historické mýty a stereotypy (Praha 1994), v oblasti orální historie např. studie Otevřená minulost. Autobiografická sociologie státního socialismu.